# Milgramov eksperiment
Milgramov eksperiment je niz socialno-psiholoških poskusov, ki jih je v 60. in 70. letih 20. stoletja izvedel Stanley Milgram, profesor psihologije na Univerzi Yale. Poskusi so merili pripravljenost udeležencev, ubogati avtoriteto, ki jim je ukazala, naj storijo dejanje, s katerim kršijo lastne moralne norme. 
Poskusi so se začeli julija 1961, tri mesece po začetku sojenja nacističnemu vojnemu zločincu Adolfu Eichmannu v Jeruzalemu. Milgram je nameraval s poskusom pridobiti odgovor na vprašanje: »Ali je možno, da so Eichmann in milijon njegovih sokrivcev v holokavstu, le sledili ukazom? Ali jih lahko smatramo kot sokrivce?« 
Poskusi so privedli do presnetljivih ugotovitev. Znatno število oseb je izvedlo to, kar se je od njih zahtevalo, brez pomisli na naravo dejanja ali očitkov vesti, dokler se jim je le zdelo, da prihaja ukaz od legitimne avtoritete.
65% preizkušancev je uporabilo maksimalno, smrtonosno jakost električnega šoka.